# Żnibrody
Żnibrody (ukr. Жнибороди, Żnyborody) – wieś na Ukrainie, w rejonie czortkowskim obwodu tarnopolskiego. Wieś jest siedzibą rady wiejskiej.
Wieś liczy 721 mieszkańców. Obok wsi przebiega droga terytorialna T2016.

## Historia
Pierwsza pisemna wzmianka – ok. 3 lutego 1436 roku jako Niezbrody, kiedy Teodoryk Buczacki Jazłowiecki w Zalesiu w obecności kilku dostojników kościelnych wysokich rangą i panów, w szczególności, biskupa kamienieckiego Pawła z Bojańczyc z jego kapelanem, Mikołaja z Poznania dokonał darowizny («fundusz») dla proboszcza kościoła Marii Magdaleny w Jazłowcu. Na początku XVII w. przynajmniej wieś wchodziła w skład klucza koszyłowieckiego.
Przy granicy z Beremianami na gminnym pastwisku Adam Honory Kirkor prowadził wykopaliska na starym cmentarzu w 1878 roku.
W 1890 we wsi było 117 domów, 726 mieszkańców (gm.); w obszarze dworskim było 4 domy, 31 mieszkańców. Parafia rzymskokatolicka w Jazłowcu, a parafia greckokatolicka w Beremianach.
W czasie od 1 stycznia do 25 maja 1903 przez Towarzystwo Oświaty Ludowej we wsi została założona bezpłatna czytelnia.
Po zakończeniu I wojny światowej, od listopada 1918 r. do lata roku 1919 Żnibrody znalazły się w Zachodnioukraińskiej Republice Ludowej.
W II Rzeczypospolitej miejscowość należała do gminy wiejskiej Jazłowiec II w powiecie buczackim województwa tarnopolskiego. Miejsce zbrodni nacjonalistów ukraińskich w grudniu 1944 i styczniu 1945, w sumie zabito 12 osób, w tym 4 dzieci.
Od 30 grudnia 1992 wieś jest siedzibą rady wiejskiej.

Widok na uroczysko Prowal i rzekę Prowal
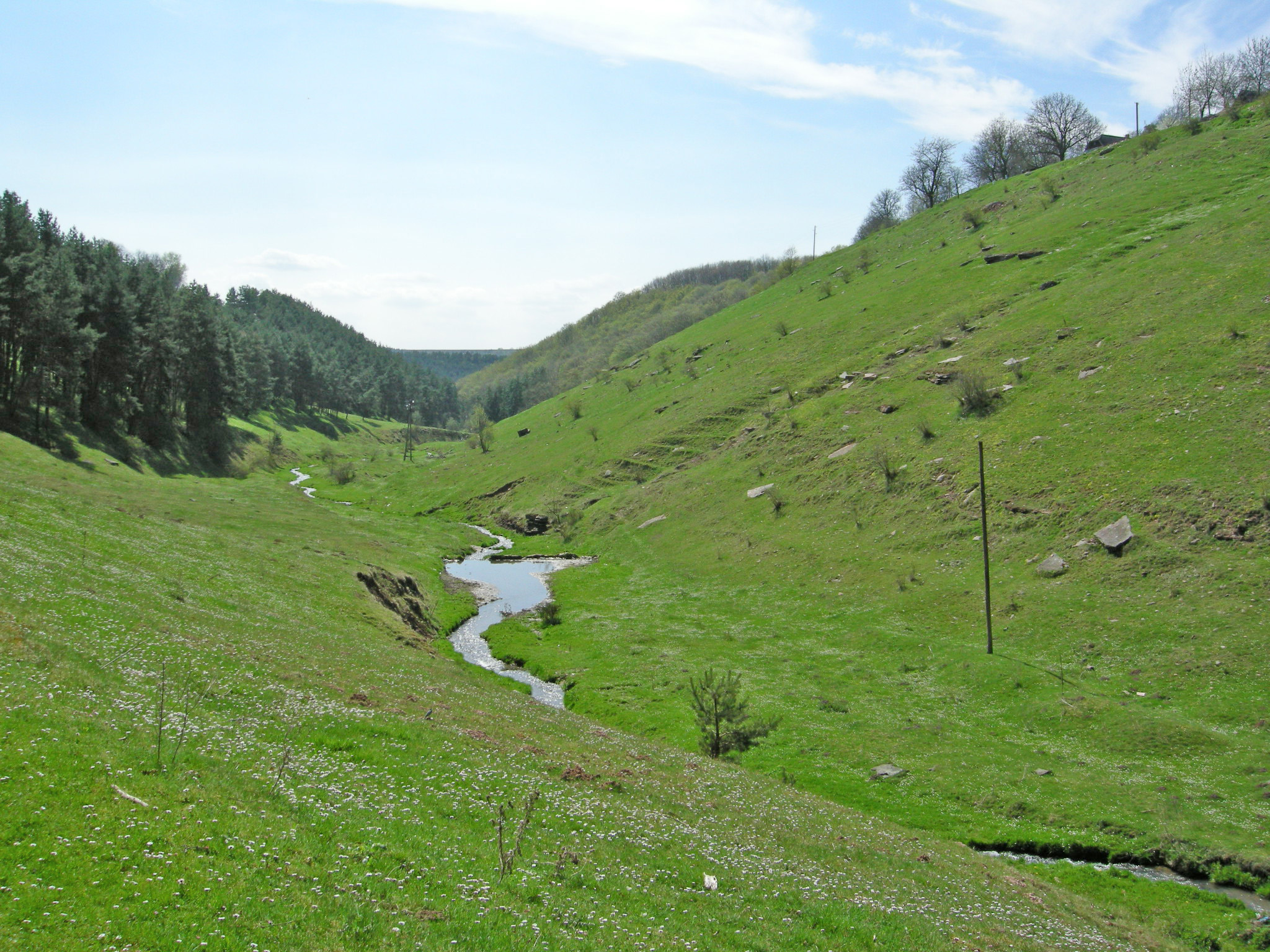
Rzeka Prowal
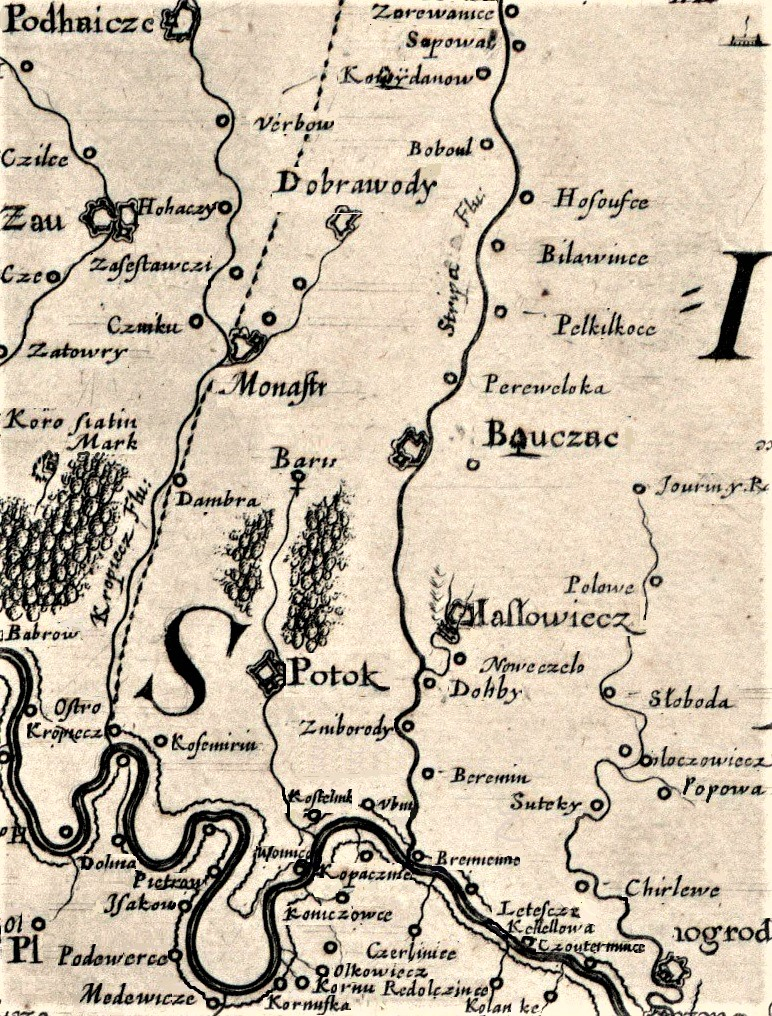
Żniborody na mapie z 1650 r.